# Leszek Ćwikła
Leszek Feliks Ćwikła (ur. 18 maja 1971 w Tarnogrodzie) – polski prawnik i historyk, doktor habilitowany nauk prawnych, nauczyciel akademicki Katolickiego Uniwersytetu Lubelskiego Jana Pawła II, specjalista w zakresie historii prawa.

## Życiorys
W 1995 ukończył studia historyczne na KUL, a w 1999 studia prawnicze na Wydziale Prawa, Prawa Kanonicznego i Administracji Katolickiego Uniwersytetu Lubelskiego Jana Pawła II. W 2002 na podstawie napisanej pod kierunkiem Grzegorza Górskiego rozprawy pt. Sytuacja prawna Kościoła prawosławnego i ludności prawosławnej w Królestwie Polskim oraz w Rzeczypospolitej Obojga Narodów do roku 1795 otrzymał stopień naukowy doktora nauk prawnych nauk prawnych. Tam też na podstawie dorobku naukowego oraz rozprawy pt. Prawne aspekty rozwoju turystyki w Polsce w latach 1918–1939 uzyskał w 2012 stopień doktora habilitowanego nauk prawnych w zakresie prawa, specjalność: historia prawa.
W 1999 został asystentem, a w 2002 na Wydziale Prawa, Prawa Kanonicznego i Administracji KUL. W październiku 2004 został dyrektorem Szkoły Prawa Ukraińskiego na tym wydziale, a w październiku 2014 dyrektorem Instytutu Prawa i Ekonomii na Wydziale Zamiejscowym Prawa i Nauk o Społeczeństwie w Stalowej Woli, zaś 1 listopada 2014 kierownikiem Katedry Historii Prawa na Wydziale Zamiejscowym Prawa i Nauk o Społeczeństwie w Stalowej Woli.
Pod jego kierunkiem stopień naukowy doktora uzyskał Tomasz Rzymkowski.